# Dominik Kotarski
Dominik Kotarski, né le 10 février 2000 à Zabok en Croatie, est un footballeur international croate qui évolue au poste de gardien de but au FC Copenhague.

## Biographie

### En club
Né à Zabok en Croatie, Dominik Kotarski formé par le Dinamo Zagreb. Il rejoint ensuite les Pays-Bas pour poursuivre sa progression à l'Ajax Amsterdam. Il signe son premier contrat professionnel avec ce club, le 16 février 2018, il est alors lié à l'Ajax jusqu'en juin 2023. Le 30 mars 2018, il joue son premier match en professionnel avec l'équipe réserve du club, le Jong Ajax, face au Jong PSV lors d'une rencontre de deuxième division néerlandaise. Il est titulaire et son équipe s'incline par trois buts à zéro ce jour-là.
Le 15 juin 2021, Dominik Kotarski est prêté au HNK Gorica pour une saison avec option d'achat,. Il retrouve ainsi son pays natal et découvre la première division croate, jouant son premier match dans cette compétition le 16 octobre 2021 contre le NK Istra 1961. Il est titularisé et les deux équipes se neutralisent (1-1).
Le 26 juin 2022, Dominik Kotarski rejoint la Grèce pour s'engager en faveur du PAOK Salonique pour un contrat courant jusqu'en juin 2026,. 
Il joue son premier match sous ses nouvelles couleurs le 21 juillet 2022, à l'occasion d'une rencontre de Ligue Europa Conférence 2022-2023 face au Levski Sofia. Il est titularisé et son équipe s'incline par deux buts à zéro. Kotarski fait sa première apparition en première division grecque le 20 août 2022, lors de la première journée de la saison 2022-2023, face au Panetolikós FC. Il est titularisé et son équipe s'impose par un but à zéro.
Le 9 juillet 2025, Dominik Kotarski rejoint le FC Copenhague. Il signe un contrat de cinq ans, soit jusqu'en juin 2030. 

### En sélection
Avec les moins de 19 ans il joue huit matchs entre 2018 et 2019.
Le 8 octobre 2020 Dominik Kotarski joue son premier match avec l'équipe de Croatie espoirs, face à Saint-Marin. Il est titularisé et son équipe l'emporte largement par dix buts à zéro. Il est ensuite retenu avec cette sélection pour disputer le championnat d'Europe espoirs en 2021.
Dominik Kotarski honore sa première sélection avec l'équipe nationale de Croatie le 26 mars 2024, lors d'un match amical contre l'Égypte. Il entre en jeu à la place de Nediljko Labrović et son équipe l'emporte par quatre buts à deux,.

## Vie privée
Début juin 2021, Dominik Kotarski épouse Bernarda Čulina, sa petite amie depuis son adolescence. Elle est basketteuse et étudiante en économie.